# Barry Gibbs
Barry Paul Gibbs (* 28. September 1948 in Lloydminster, Saskatchewan) ist ein ehemaliger kanadischer Eishockeyspieler, der im Verlauf seiner aktiven Karriere zwischen 1964 und 1981 unter anderem 833 Spiele für die Boston Bruins, Minnesota North Stars, Atlanta Flames, St. Louis Blues und Los Angeles Kings in der National Hockey League (NHL) auf der Position des Verteidigers bestritten hat. Gibbs wurde im NHL Amateur Draft 1966 als Gesamterster von den Boston Bruins ausgewählt.

## Karriere
Als Junior spielte er für die Estevan Bruins in der Saskatchewan Junior Hockey League (SJHL). Beim NHL Amateur Draft 1966 wurde er von den Boston Bruins aus der National Hockey League (NHL) als erster Spieler des Drafts ausgewählt.
Ab der Saison 1967/68 war er im Kader der Bruins. Da die Bruins jedoch um Bobby Orr in der Verteidigung sehr stark besetzt waren, spielte er meist bei den Oklahoma City Blazers in der Central Hockey League (CHL). Zur Saison 1969/70 wurde er an die Minnesota North Stars abgegeben, bei denen er zu einer festen Größe an der blauen Linie wurde. Dies wurde auch mit der Berufung zu einem NHL All-Star Game honoriert. Nach fünfeinhalb Jahren in Minnesota, in denen er mit den North Stars auch einmal in der Finalserie um den Stanley Cup stand, wechselte er im Januar 1975 im Tausch für Dwight Bialowas und Dean Talafous zu den Atlanta Flames. Ab Dezember 1977 spielte er für die St. Louis Blues, bei denen er auch Mannschaftskapitän war. In der Saison 1979/80 trug er das Trikot der Los Angeles Kings, bevor er nach einem weiteren Jahr in der CHL seine Karriere beendete.

## Erfolge und Auszeichnungen
| - 1967 Bill Hunter Memorial Trophy - 1967 CMJHL First All-Star Team - 1969 CHL Most Valuable Defenseman Award | - 1969 CHL First All-Star Team - 1973 Teilnahme am NHL All-Star Game |

## Karrierestatistik
(Legende zur Spielerstatistik: Sp oder GP = absolvierte Spiele; T oder G = erzielte Tore; V oder A = erzielte Assists; Pkt oder Pts = erzielte Scorerpunkte; SM oder PIM = erhaltene Strafminuten; +/− = Plus/Minus-Bilanz; PP = erzielte Überzahltore; SH = erzielte Unterzahltore; GW = erzielte Siegtore; 1 Play-downs/Relegation; Kursiv: Statistik nicht vollständig)